# Katalepsja
Katalepsja, stan kataleptyczny (łac. catalepsis z gr. κατάληψις "chwytanie" od przedrostka kata 'pod, w dół' używanego również jako wzmocnienie oraz gr. lêpsis 'napad') – specyficzne zesztywnienie mięśni, połączone z zastyganiem postawy ciała oraz położeniem kończyn i wygięciem szyi, także w nienaturalnych pozycjach.
Objaw spowodowany jest wzmożeniem napięcia mięśniowego przy jednoczesnym upośledzeniu lub nawet całkowitym zablokowaniu czynności ruchowych chorego. Zesztywnienie to jest elastyczne, to znaczy ciałem chorego można poruszać. W zależności od odmiany katalepsji, po poruszeniu ciałem chorego, zastyga ono w nowej pozycji – gibkość (giętkość) woskowa lub też ciało wraca do poprzedniej pozycji.
Jeden z objawów chorobowych mogących występować w katatonii, a także w niektórych chorobach mózgu lub zatruciach. Podobne objawy można wywołać także hipnozą lub zablokowaniem receptorów dopaminergicznych (w skrajnych przypadkach – może być powikłaniem stosowania leków antypsychotycznych ).